# Okupační zóny Německa
Po skončení druhé světové války bylo území Německa (bez území, která připadla Polsku, resp. Sovětskému svazu) rozděleno do čtyř částí, takzvaných okupačních zón, spravovaných USA, Velkou Británií, Sovětským svazem a Francií. Obdobně bylo rozděleno území hlavního města Berlína. Rozdělení na zóny v počátcích studené války, zejména v důsledku blokády Berlína, vedlo k rozdělení země na Západní a Východní Německo a analogickému rozdělení Berlína.

## Vznik zón
Dne 5. června 1945 v Berlíně generál Dwight D. Eisenhower, maršál Georgij Konstantinovič Žukov, maršál Bernard Law Montgomery a generál De Lattre de Tassigny podepsali dokument známý jako Berlínská deklarace, který upravoval základní aspekty okupace německého území, jehož rozdělení na okupační zóny bylo smluvně potvrzeno Konferencí čtyř mocností v Londýně (26. června – 8. srpna 1945). Hranice okupačních zón v zásadě respektovaly dosavadní hranice pruských provincií i (s výjimkou dosavadního Pruska) hranice stávajících zemí – někdejších spolkových zemí Výmarské republiky. Několik stávajících pruských provincií, země Bavorsko a Brunšvicko však přesto byly rozděleny mezi více okupačních zón. Došlo i k několika dodatečným korekcím hranic jednotlivých okupačních zón.
Na území svých okupačních zón jednotlivé okupační mocnosti postupně přetvořily dosavadní německý správní systém vytvořením následujících zemí, které více či méně odpovídaly původním zemím Výmarské republiky a pruským provinciím:
- americká zóna: Bavorsko, Württembersko-Bádensko, Hesensko, Svobodné hanzovní město Brémy
- britská zóna: Brunšvicko, Hannoversko, Lippe, Oldenbursko, Severní Porýní-Vestfálsko, Schaumburg-Lippe, Šlesvicko-Holštýnsko, Svobodné a hanzovní město Hamburk
- francouzská zóna: Porýní-Falc, Bádensko, Württembersko-Hohenzollernsko (Sársko nebylo formálně okupováno, mělo zvláštní autonomní status)
- sovětská zóna: Meklenbursko, Braniborsko, Sasko, Sasko-Anhaltsko, Durynsko

Všechny tyto země získaly autonomii, zemskou ústavu, zemský sněm (z počátku byli jeho poslanci jmenováni a až později voleni ve volbách), zemskou vládu, vlajky a znak.
Země Brunšvicko, Hannoversko, Oldenbursko a Schaumburg-Lippe byly roku 1946 spojeny v novou zemi Dolní Sasko. Země Lippe byla roku 1948 připojena k Severnímu Porýní-Vestfálsku.

## Bizónie a trizónie
Vzrůstající neshody mezi velmocemi o budoucnosti Německa vedly roku 1947 k vytvoření tak zvané bizónie (dvouzóna, Bizone), tedy ke sdružení americké a britské okupační zóny. Příslušnou smlouvu podepsali 2. prosince 1946 v New Yorku britský ministr zahraničí Ernest Bevin a jeho americký kolega James F. Byrnes, v platnost vstoupila 1. ledna 1947.
Jedním z hlavních cílů bylo vytvoření předpokladů pro hospodářskou obnovu válkou zničeného Německa. Za tímto účelem byla 5. až 11. září 1946 vytvořena Hospodářská rada (Wirtschaftsrat) se sídlem v Mindenu a 10. června 1947 Správa sjednoceného hospodářského území (Verwaltung des Vereinigten Wirtschaftsgebiets) se sídlem ve Frankfurtu nad Mohanem.

K tomuto území se 17. dubna 1948 přidružila i Francie, čímž došlo k vytvoření tak zvané trizónie (trojzóna, Trizone) – s výjimkou Sárska, které se ke Spolkové republice Německo připojilo až 1. ledna 1957 (po referendu v roce 1955).

Schematická mapa rozdělení Berlína

Trizónie se stala 23. května 1949 základem nově vzniklé Spolkové republiky Německo, ze Sovětské okupační zóny vznikla 7. října 1949 Německá demokratická republika.

## Berlín
Berlín, hlavní město poraženého Německa, zcela obklopený sovětskou okupační zónou, byl z tohoto členění vyjmut. Město bylo rozděleno do čtyř sektorů, které měly být spravovány jako celek společnou tzv. Komandaturou.
Tento stav trval v důsledku vzrůstajícího napětí mezi mocnostmi jen krátkou dobu, 1. července 1948 se zástupci Sovětského svazu z práce Komandatury stáhli. Roku 1948/1949 situace eskalovala a v důsledku Berlínské blokády pak došlo k faktickému politickému rozdělení Berlína.

## Vojenské vedení

### Americká zóna
Vojenští guvernéři
1. 8. květen – 10. listopad 1945 Dwight D. Eisenhower
2. 11. – 25. listopad 1945 George S. Patton (úřadující)
3. 26. listopad 1945 – 5. leden 1947 Joseph T. McNarney
4. 6. leden 1947 – 14. květen 1949 Lucius D. Clay
5. 15. květen – 1. září 1949 Clarence R. Huebner (úřadující)

Vysocí komisaři
1. 2. září 1949 – 1. srpen 1952 John J. McCloy
2. 1. srpen – 11. prosinec 1952 Walter J. Donnelly
3. 11. prosinec 1952 – 10. únor 1953 Samuel Reber (úřadující)
4. 10. únor 1953 – 5. květen 1955 James Bryant Conant

### Britská zóna
Vojenští guvernéři
1. 22. květen – 30. duben 1946 Bernard Law Montgomery
2. 1. květen 1946 – 31. říjen 1947 William Sholto Douglas
3. 1. listopad 1947 – 21. září 1949 Brian Hubert Robertson

Vysocí komisaři
1. 21. září 1949 – 24. červen 1950 Brian Hubert Robertson
2. 24. červen 1950 – 29. září 1953 Ivone Kirkpatrick
3. 29. září 1953 – 5. květen 1955 Frederick Millar

### Francouzská zóna
Vojenský velitel
1. květen – červenec 1945 Jean de Lattre de Tassigny

Vojenský guvernér
1. červenec 1945 – 21. září 1949 Marie Pierre Kœnig

Vysoký komisař
1. 21. září 1949 – 5. květen 1955 André François-Poncet

### Sovětská zóna
Vojenský velitel
1. duben – 9. červen 1945 Georgij Konstantinovič Žukov

Vojenští guvernéři
1. 9. červen 1945 – 10. duben 1946 Georgij Konstantinovič Žukov
2. 10. duben 1946 – 29. březen 1949 Vasilij Danilovič Sokolovskij
3. 29. březen – 10. říjen 1949 Vasilij Ivanovič Čujkov

Předseda Sovětské kontrolní komise
1. 10. říjen 1949 – 28. duben 1953 Vasilij Ivanovič Čujkov

Vysocí komisaři
1. 28. květen 1953 – 16. červenec 1954 Vladimir Semjonovič Semjonov
2. 16. červenec 1954 – 20. září 1955 Georgij Maksimovič Puškin